# Лобуче (село)
Лобуче (неп. लोबुचे) — село в районі Кхумбу в Непалі.

## Географія
Поселення знаходиться на висоті 4940 м над рівнем моря поблизу нижньої межі льодовика Кхумбу за 150 кілометрів на схід від столиці і за 8,5 кілометрів на південний захід від Південного табору Джомолунгми. Неподалік розташовується однойменна гора.

### Клімат
Село знаходиться у зоні, котра характеризується кліматом полярних пустель. Найтепліший місяць — липень із середньою температурою 8.4 °C (47.1 °F). Найхолодніший місяць — січень, із середньою температурою -9.1 °С (15.6 °F).
| Клімат Лобуче           | Клімат Лобуче | Клімат Лобуче | Клімат Лобуче | Клімат Лобуче | Клімат Лобуче | Клімат Лобуче | Клімат Лобуче | Клімат Лобуче | Клімат Лобуче | Клімат Лобуче | Клімат Лобуче | Клімат Лобуче | Клімат Лобуче |
| Показник                | Січ.          | Лют.          | Бер.          | Квіт.         | Трав.         | Черв.         | Лип.          | Серп.         | Вер.          | Жовт.         | Лист.         | Груд.         | Рік           |
| Середня температура, °C | −9,1          | −7,9          | −4,7          | −0,7          | 3,1           | 7,2           | 8,4           | 7,9           | 5,9           | 0,4           | −4,3          | −6,9          | −0,1          |
| Норма опадів, мм        | 7.8           | 12.6          | 15.3          | 18.1          | 20.1          | 51.3          | 86.1          | 96.1          | 40.5          | 24.1          | 5.3           | 8.8           | 386.1         |
| Днів з опадами          | 3             | 3,1           | 3,9           | 5,4           | 10            | 16,5          | 22,7          | 22,8          | 15,7          | 4,9           | 2,3           | 1,8           | 112,1         |
| Вологість повітря, %    | 47.5          | 49.7          | 52.5          | 56            | 58.9          | 65.1          | 72            | 73.8          | 67.8          | 58.5          | 52            | 47.5          | 58.4          |
| ----------------------- | ------------- | ------------- | ------------- | ------------- | ------------- | ------------- | ------------- | ------------- | ------------- | ------------- | ------------- | ------------- | ------------- |
| Джерело: Weatherbase    |               |               |               |               |               |               |               |               |               |               |               |               |               |